# الحوطة (القبيطة)

تعديل مصدري - تعديل

الحوطة هي إحدى قرى عزلة كرش بمديرية القبيطة التابعة لمحافظة لحج، بلغ تعداد سكانها 131 نسمة حسب تعداد اليمن لعام 2004.